# برون بريكر
برون بريكر (بالإنجليزيَّة: Bron Breakker) (من مواليد 24 أكتوبر 1997) واسمهُ الحقيقي برونسون ريكستاينر. هو مصارع أمريكي محترف ولاعب كرة قدم أمريكي سابق. حاليًا موقع مع منظمة المصارعة المحترفة دبليو دبليو إي حيث يتصارع في علامة إن إكس تي التجارية تحت اسم الحلبة برون بريككر. وهو ابن المصارع المحترف ريك ستاينر (وأيضًا عمَّهُ سكوت ستاينر)، مما يجعله مصارعًا محترفًا من الجيل الثاني للمصارعين.

## النشأة
ولد ريكستاينر في وودستوك بجورجيا. التحق بمدرسة إيتواه الثانوية في وودستوك، حيث لعب كرة القدم وفاز بالأخيرة في ثلاث سنوات. كما شارك في المصارعة، وفاز ببطولة ولاية جورجيا فئة AAAAAA (فئة وزن 220 رطلًا) في عام 2016. ذهب ريكستاينر للدراسة في جامعة ولاية كينيساو في جورجيا، وتخصص في العدالة الجنائية، حيث لعب كينيساو ستايت آوولز. وكطالب جديد في عام 2016، فقد لعب فرقًا خاصة ومدافعًا. في عام 2017، انتقل إلى الهجوم باعتباره هاربًا. كما تنافس في فريق المصارعة.

## مسيرة كرة القدم الأمريكية
في أبريل 2020، تم توقيع ريكستاينر من قبل فريق بالتيمور ريفنز باعتباره مدافع وكيل حر غير مصقول. تم تحريره من عقده في أغسطس 2020.

## مهنة المصارعة المحترفة

### المهنة المبكرة (2020-2021)
ظهر ريكستاينر لأول مرة في المصارعة المحترفة في 8 أكتوبر 2020 في رينغولد بجورجيا في حدث «ريسلجام 8» الذي روجت له منظمة المصاعة دبليو أو دبليو / إيه دبليو إف، متغلبًا على جايمي هول.

### WWE (2021 إلى الوقت الحاضر)
في فبراير 2021، أعلنت دبليو دبليو إي أنها وقعت عقدًا ريكستاينر. في وقت لاحق من ذلك الشهر، تم إرساله إلى مركز أداء دبليو دبليو إي في أورلاندو بفلوريدا للتدريب. يُشاهد ريكستاينر والعديد من المصارعين الآخرين «الزومبي» في مباراة حطاب بين داميان بريست وذا ميز التي أقيمت في حدث الدفع مقابل المشاهدة ريسلمانيا باكلاش في 16 مايو 2021. صارع ريكستاينر أول مباراة له مع دبليو دبليو إي في حلقة 14 سبتمبر من دبليو دبليو إي إن إكس تي تحت اسم الحلبة «برون بريككر»، متغلبًا على لوس أنجلوس نايت. وفي وقت لاحق كان يُحدق ببطل بطولة دبليو دبليو إي إن إكس تي الجديد توماسو تشامبا.

## أسلوب وشخصية المصارعة المحترفة
كان حركة ريكستاينر النهائية في الأصل ستاينر ريكلاينر، وهي حركة استسلام اسمها الحقيقي كامال كالاتش (بالإنجليزية: camel clutch)؛ استخدم عمه سكوت ستاينر نفس الحركة. في سبتمبر 2021، بدأ في استخدام حركة ميليتاري بريس سلام كضربة نهاية.

## روابط خارجية
- برونسون ريكستاينر على تويتر.
- السيرة في كينساو ستايت آوولز
- ملف برونسون ريكستاينر الشخصي في ريسلينغ داتا دوت كوم